# Kolonelsregime

Vlag van Griekenland tijdens het kolonelsregime, aangenomen in 1970 in een diepere donkerblauwe kleur

Het kolonelsregime (Grieks: Το καθεστώς των Συνταγματαρχών, To kathestos ton Syntagmatarhon) is de populaire benaming van de militaire dictatuur (Grieks: Χούντα) die van 21 april 1967 tot 24 juli 1974 de dienst uitmaakte in Griekenland.

## Voorgeschiedenis van de staatsgreep van 1967

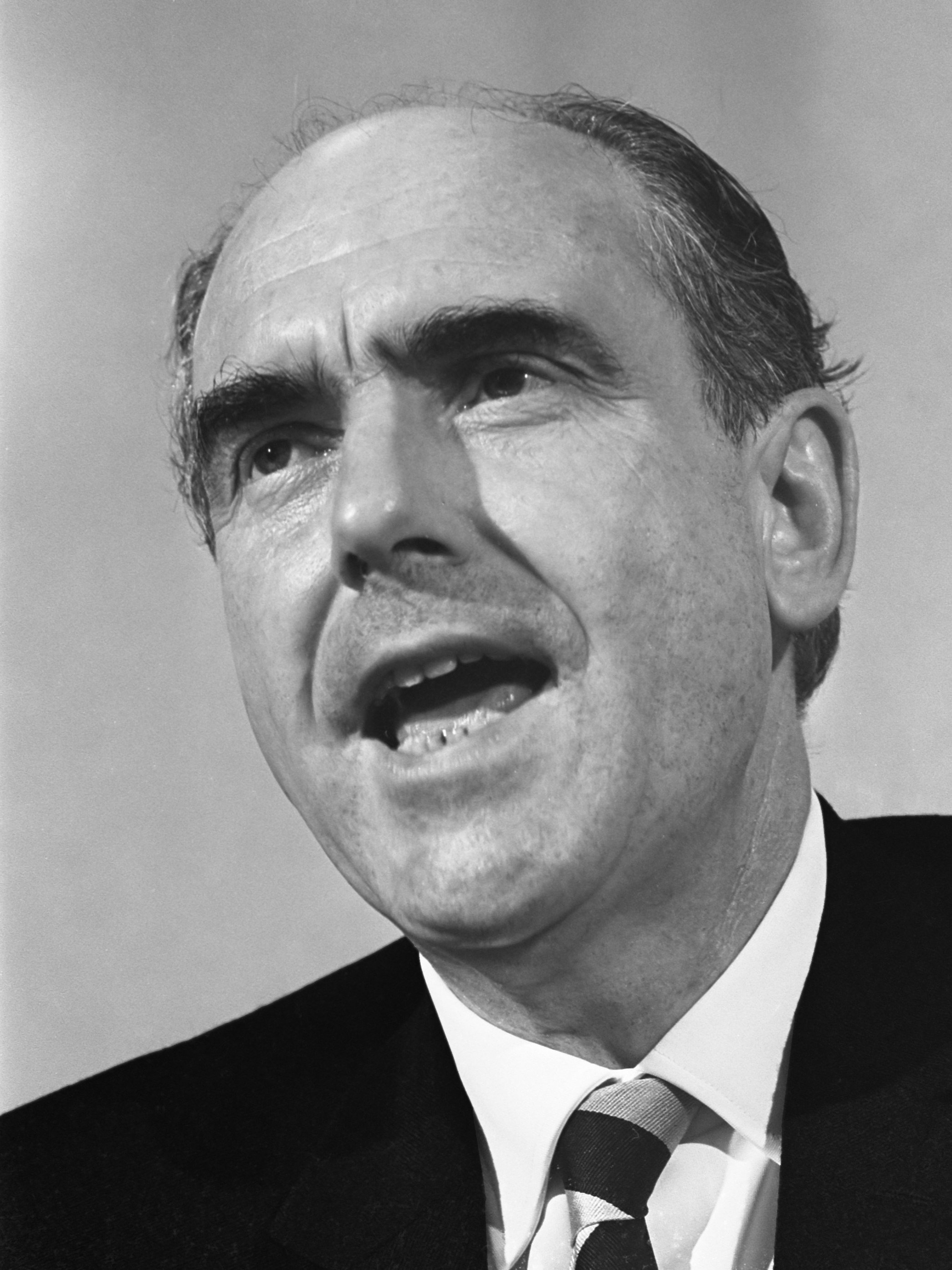
Andreas Papandreou in 1968

In 1965 werd een groep linkse militaire samenzweerders, de Aspida (=Schild) genaamd, door de Griekse inlichtingendienst opgerold. Dit leidde tot een politieke crisis omdat de zoon van premier Papandreou, Andreas Papandreou, bij dit complot betrokken zou zijn geweest. Koning Constantijn II raakte hierover ernstig in conflict met zijn premier en ontsloeg hem op 15 juli 1965. Daarop werd er een nieuwe regering gevormd onder leiding van Georgios Athanasiadis-Novas, gevolgd door die van Ilias Tsirimokos. Deze regering werd echter al snel vervangen door die van Stefanos Stefanopoulos, een voormalig lid van Papandreou's Centrumunie. Hij werd gesteund door koning Constantijn, maar ook door de centrumrechtse ERE (Radicale Unie) van Konstantinos Karamanlis. Op 20 december 1966 zegde de ERE haar steun aan het kabinet op, waardoor de regering viel. De gouverneur van de Griekse Nationale Bank, Ioannis Paraskevopoulos, volgde Stephanopoulos op als minister-president.
Op 16 maart 1967 werden de leden van de Aspida veroordeeld tot gevangenisstraffen, een aantal van de beklaagden werd vrijgesproken. De aanklager wilde ook Andreas Papandreou vervolgen, maar die genoot als parlementariër parlementaire onschendbaarheid. Men trachtte Papandreou te arresteren in de tijd tussen de ontbinding van het parlement en de nieuwe verkiezingen (mei 1967), maar de Centrumunie kwam hier tegen in het geweer door een amendement op de kieswet in te dienen. De ERE wilde wel een vervolging en er ontstond een politieke crisis. De dreiging van een linkse of rechtse staatsgreep hing in de lucht.

## De staatsgreep van 21 april 1967
In de vroege ochtend van 21 april 1967 pleegde een groep middelhoge officieren (merendeels kolonels) een staatsgreep. Een staatsgreep van middelhoge officieren had men niet verwacht, men had eerder verwacht dat generaals een coup zouden plegen (later bleek dat deze ook bezig waren een samenzwering voor te bereiden). Er werd direct een militaire junta gevormd, waarin kolonel Georgios Papadopoulos en generaal Stylianos Patakos, als sterke mannen naar voren traden. De junta zei in naam van de koning op te treden, maar het bleek als snel dat koning Constantijn II niets met de staatsgreep te maken had. De koning legde zich echter wel bij de staatsgreep neer en beval de jurist Konstantinos Kollias aan als regeringsleider. De junta ging hiermee akkoord en Kollias werd tot premier aangesteld. Naast iedere minister werd een legerofficier aangesteld "om toezicht te houden". Papadopoulos werd als officier toegevoegd aan premier Kollias en werd daarmee de de facto leider van Griekenland.
De junta verklaarde dat de nieuwe regering verregaande hervormingen zou doorvoeren die vooral de boeren en arbeiders ten goede zou komen. Ze benadrukte tevens expliciet dat ze rechts noch links was, maar "nationaal-Grieks". Herstel van de democratie en een nieuwe grondwet werden in het vooruitzicht gesteld (er werd geen datum genoemd).

## Repressie
De nieuwe militaire junta liet iedereen arresteren met linkse of vermeende linkse sympathieën. Onder de gearresteerden bevonden zich invloedrijke politici, zoals vader en zoon Papandreou, maar ook gewone burgers verdwenen achter de tralies of werden naar de Griekse eilanden in de Middellandse Zee gedeporteerd. Van ruim 480 communisten werd het staatsburgerschap afgenomen. De componist Theodorakis werd in augustus 1967 gearresteerd wegens het oprichten van een "communistische" verzetsbeweging.

## Contra-staatsgreep van koning Constantijn

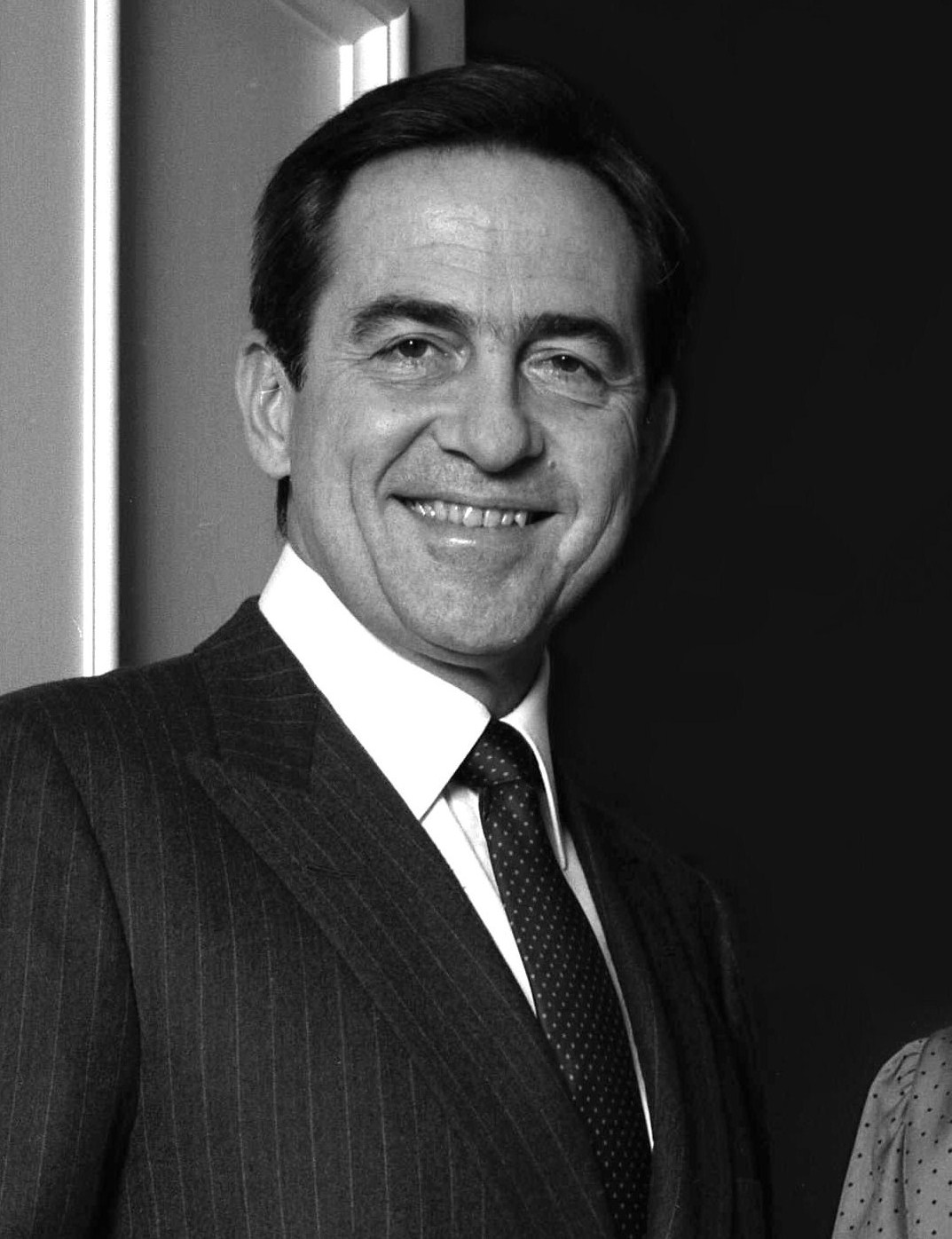
Koning Constantijn II

In december 1967 was het kolonelsregime ernstig verzwakt, door interne verdeeldheid over de houding ten opzichte van Cyprus. Koning Constantijn II maakte van deze verdeeldheid gebruik door de ministers die tot de junta behoorden te ontslaan (13 december). De koning liet via de radio weten dat hij zelf de macht naar zich toe had getrokken. De junta herstelde zich en verscherpte haar greep op de regering. Koning Constantijn vluchtte met zijn gezin naar Rome en premier Kollias werd afgezet. Georgios Papadopoulos werd minister-president en generaal Georgios Zoitakis werd regent voor de afwezige koning.

## Herstelde junta

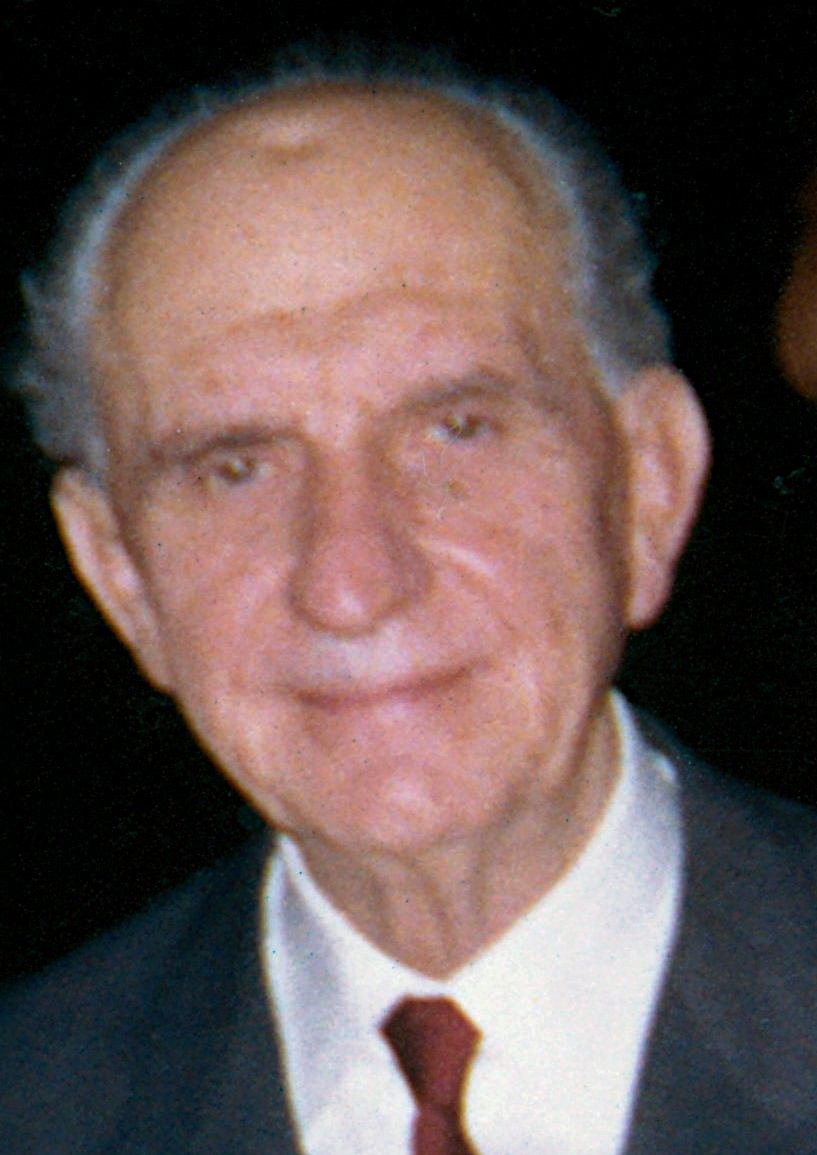
Georgios Papandreou

Op 23 december kondigde de herstelde junta een politieke amnestie af voor 180 personen, onder wie  Andreas Papandreou die naar het buitenland uitweek en vandaar oppositie begon te voeren tegen het regime. De voorzitter van ERE, Konstantinos Karamanlis, die ook in ballingschap verbleef begon ook met een oppositiecampagne tegen het regime.
In de loop van 1968 werd duidelijk dat Papadopoulos de machtigste man binnen de junta was. Om zijn positie nog meer te versterken trok hij diverse ministerposten, waaronder die van Defensie, naar zich toe en ontsloeg zijn tegenstanders in de junta. In 1968 werd Papadopoulos door de propagandamachine reeds "de eerste opvoeder" en de "eerste arbeider van de revolutie" genoemd. Op 8 mei 1968 nam Papadopoulos het ministerschap van Voorlichting op zich en domineerde vanaf dat moment de propagandamachine. Onder de leus "Griekenland-Christenland" werden er hervormingen doorgevoerd.
In augustus 1968 vond er een mislukte moordaanslag plaats op Papadopoulos, waarna de persoonlijke beveiliging rondom zijn persoon werd verscherpt. Er volgde een golf van arrestaties. De junta meende dat Andreas Papandreou en de Cypriotische regering achter de aanslag zaten, doch de dader, Alexandros Panagoulis, zei er alleen achter te zitten.
In november 1968 overleed Georgios Papandreou, wiens huisarrest in april 1968 was opgeheven. Papandreou, een fel tegenstander van junta, kreeg een staatsbegrafenis. De opkomst bij zijn begrafenis was bijzonder groot, niet alleen vanwege de populariteit die de oud-staatsman genoot, maar ook zagen velen hierin de mogelijkheid om hun ongenoegen te uiten over de junta.
In 1970 brak er een conflict uit tussen de junta en de Grieks-Orthodoxe Kerk over de pro-junta-aartsbisschop van Athene, die niet kon rekenen op de steun van de synode. In hetzelfde jaar, maar ook in 1971, was er ook grote activiteit te bespeuren van de verzetsbeweging, die aanslagen pleegde op regeringsdoelen, maar ook op Amerikaanse doelen (de VS was bondgenoot van de junta en leverde wapens).
In juli 1970 werd Papadopoulos tevens minister van Buitenlandse Zaken. De junta werd vervangen door de Revolutionaire Raad, maar daarin zaten gewoon dezelfde militairen als in de junta.
In hetzelfde jaar werden de nog resterende personen die sinds 1967 vastzaten in kampen en gevangenissen vrijgelaten.

## Republiek

De standaard van de president in 1973

Na het vertrek van koning Constantijn II in december 1967 trad er een regent op (generaal Zoitakis). De junta deed talrijke pogingen om de koning weer terug te halen naar Griekenland, doch Constantijn weigerde. Toen de terugkeer van de koning uitbleef, reorganiseerde Papadopoulos zijn kabinet en maakte de militaire dictatuur plaats voor een persoonlijke. De junta werd definitief ontbonden. In maart 1972 werd Papadopoulos regent en verving hij Zoitakis, Papadopoulos bleef ook premier. Het werd duidelijk dat Papadopoulos streefde naar de invoering van een republiek en de instelling van een grondwet.
Eind 1971 vonden er verkiezingen plaats voor de grondwetgevende vergadering. Ruim 10.000 aangewezen kiesmannen kozen de leden. De bedoeling van de nieuw gekozen wetgevende vergadering was om de grondwet die in 1968 was aangenomen - maar reeds buiten werking was gesteld - gereed te maken voor gebruik. Volgens deze grondwet zou Griekenland een "parlementaire staat" worden, hoewel het parlement slechts een kleine rol kreeg toebedeeld. De grondwet voorzag echter wel in een burgerbewind. De tegenstanders van deze grondwet waren niet alleen de democraten, die vonden dat het parlement te weinig macht kreeg, maar ook de ex-juntaleden, die geen burgerbewind wilden.
In april 1973 publiceerde het bewind een rapport waarin werd "aangetoond" dat koning Constantijn II en oud-premier Konstantinos Karamanlis betrokken zouden zijn geweest bij een revolte bij de marine, die eerder die maand plaatsvond. Op 1 juni 1973 werd de "parlementaire presidentiële republiek" uitgeroepen. Een maand later volgde er een referendum. Ruim 78,6% van de bevolking sprak zich uit voor een republiek, terwijl 21,4% zich uitsprak voor de handhaving van de monarchie. De opkomst was 75%. De uitslag was waarschijnlijk vervalst. Op 19 augustus 1973 werd Papadopoulos als president van de republiek beëdigd. Hoewel zijn vicepresident een generaal was, werden er amper militairen opgenomen in de regering, dit tot ongenoegen van de vroegere juntaleden.

## Val van Papadopoulos
In februari en maart 1973 vonden er grote opstanden plaats tegen de regering, zij werden hardhandig onderdrukt door de ESA, de Militaire Politie. In juli 1973 pleegden marine-officieren een mislukte staatsgreep, waarschijnlijk omdat zij zich buitengesloten voelden. Desondanks werd in augustus 1973 de staat van beleg opgeheven, die sedert 1967 van kracht was. In oktober 1973 benoemde Papadopoulos Spiros Markezinis tot zijn opvolger als premier. Markezinis was geen militair en was lid van een kleine rechtse partij.
Half november 1973 kwam het tot ernstige studentenopstanden aan de Technische Hogescholen van Athene en Thessaloniki. De studenten eisten directe verkiezingen, in plaats van de in het vooruitzicht gestelde verkiezingen van 1974 en ontheffing van militaire dienstplicht, alsook democratische hervormingen. De regering liet daarop de campussen en hogescholen omsingelen door het leger. Op 17 november werd de noodtoestand afgekondigd door Papadopoulos.
Om een bloedbad te voorkomen pleegden op 25 november 1973 enkele hoge officieren, waaronder de generaals Faidon Gizikis en Dimitrios Ioannidis, een militaire staatsgreep waarbij Papadopoulos werd afgezet.

## Terugkeer naar de democratie

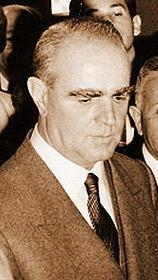
Konstantinos Karamanlis

Na de coup werd Gizikis president, maar op de achtergrond trok Ioannidis aan de touwtjes. Premier werd de pro-Amerikaanse Adamantios Androutsopoulos, een vroegere minister van Financiën. In zijn regering werd ook een aantal aanhangers van Karamanlis opgenomen. Het was eind 1973 onduidelijk of het regime de dictatuur wilde handhaven of dat het terug wilde keren naar de democratie.
In het voorjaar van 1974 vonden er onderhandelingen plaats tussen Karamanlis en andere democraten over de vorming van een overgangsregering en het herstel van de democratie. Na moeizame onderhandelingen trad Androutsopoulos in juli 1974 als premier af en maakte plaats voor de uit Parijs terug geroepen Karamanlis. In december 1974 trad generaal Gizikis als president af en werd Michail Stasinopoulos, lid van de partij van Karamanlis, president.

## Nasleep
In 1975 werden de belangrijkste juntaleiders ter dood veroordeeld (o.a. Papadopoulos) of tot langdurige gevangenisstraffen veroordeeld. In 1976 werden de doodvonnissen omgezet in levenslang. Ook het doodvonnis van Papadopoulos werd omgezet in een levenslange gevangenisstraf. In 1976 werd de militaire rang van Papadopoulos afgenomen. Papadopoulos stierf in 1999 in de zwaar bewaakte Korýdallos-gevangenis van Athene.
De dag van de studentenopstand, 17 november, is in Griekenland nog steeds de dag waarop de democratie wordt gevierd. 17 november werd ook de naam van de meest beruchte terroristische groep in Griekenland: Revolutionaire Organisatie 17 november (Epanastatiki Organosi dekaefta Noemvri).

## Buitenlandse betrekkingen
Nadat de junta in april 1967 de macht had overgenomen, verklaarde het dat het nieuwe regime het meest "anticommunistische bewind ter wereld" was. Dit gold blijkbaar niet voor de buitenlandse betrekkingen, die bleven normaal tot zelfs vrij goed. Vanaf 1970 waren er zelfs gesprekken op hoog niveau met de Albanese regering, een land waarmee Griekenland tot dan toe geen betrekkingen onderhield. Met Joegoslavië en Bulgarije, landen die vanouds niet zulke goede betrekkingen onderhielden met Griekenland, verbeterden de betrekkingen.
De grootste bondgenoot van het kolonelsregime bleven de Verenigde Staten van Amerika, die het rechtse regime prefereerden boven een linkse regering. De VS leverden ook wapens aan het kolonelsregime.
Het was de bedoeling dat Nicolae Ceauşescu, de Roemeense dictator, in november 1973 het eerste Europese staatshoofd zou zijn dat Griekenland sinds 1967 zou bezoeken, maar vanwege de ontwikkelingen in Griekenland ging dit bezoek niet door.